# Фрития
Фрития (лат. Frithia) — род суккулентных растений семейства Аизовые (Aizoaceae), произрастающий на территории ЮАР.

## Название
Родовое латинское название Frithia было дано в честь Фрэнка Фрита (англ. Frank Frith, 1872–1954) — английского садовода и коллекционера суккулентов. В 1900 году Фрэнк Фрит прибыл в Южную Африку вместе с Медицинским корпусом Королевской армии (RAMC) и во время войны в Южной Африке служил там. После войны он остался в Южной Африке и начал заниматься садоводством. Он проявил особый интерес к суккулентам и получил специальный экипаж для сбора образцов суккулентов по всей Южной Африке и Юго-Западной Африке (Намибия). В 1925 году на выставке «Империя Уэмбли» его садовый дизайн был награжден бронзовой медалью Линдли Королевского садоводческого общества. Во время этого визита Фрэнк Фрит передал образцы британскому ботанику Николасу Эдварду Брауну в сады Кью, который позже и опубликовал этот род растений.

## Ботаническое описание

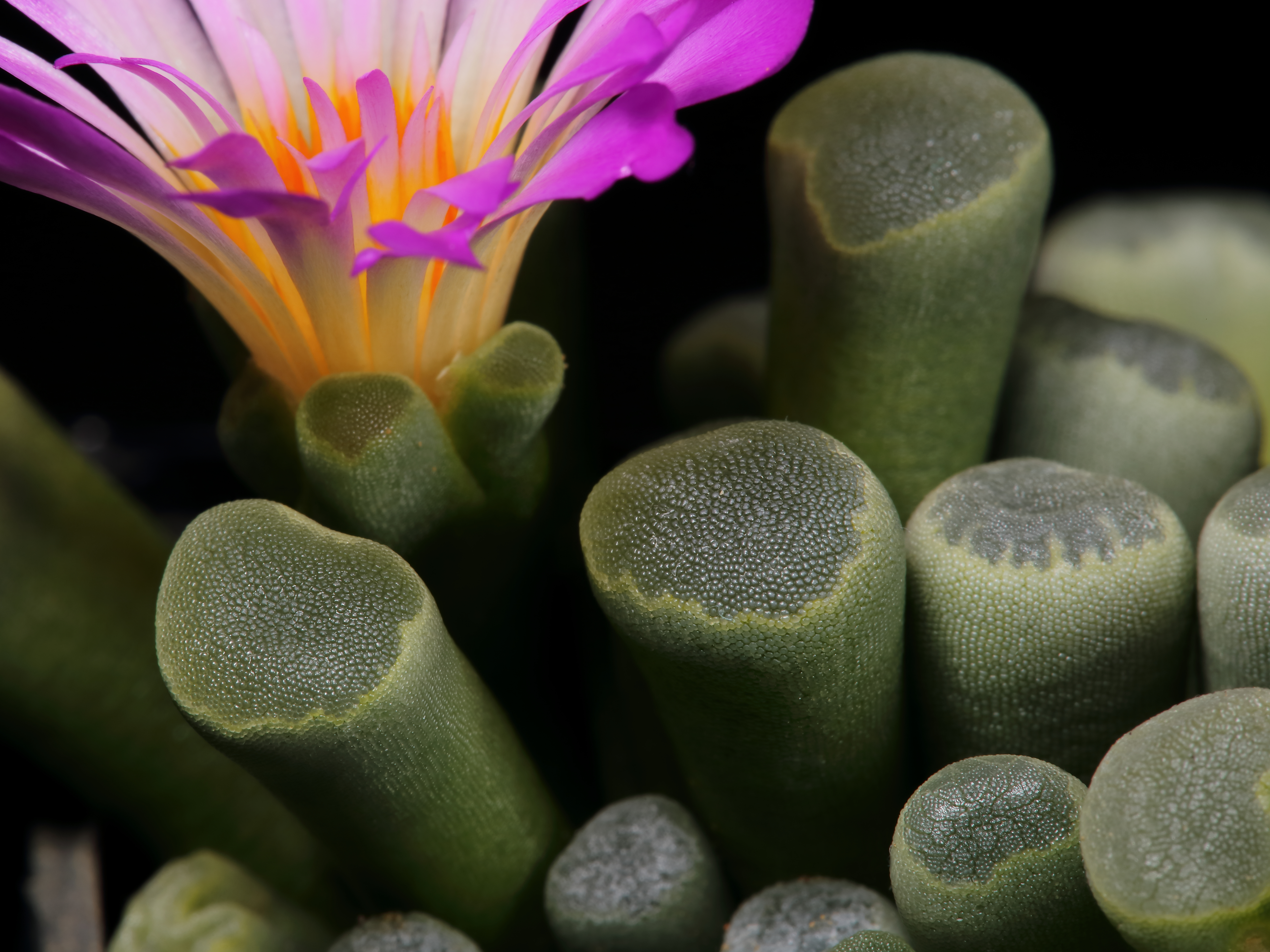
Эпидермальные окна '

Карликовые многолетники, обычно находятся под поверхностью почвы. Они имеют слегка утолщенное и мясистое корневище с придаточными корнями. Листья мелкие, цилиндрические, длиной менее 10 мм, и расположены по 5-7 штук на каждом стебле. На верху каждого листа виден плоский оконный вид, а по бокам листьев есть небольшие выпуклости.
Цветки растут поодиночке и располагаются среди листьев, часто сидячие или почти сидячие. Они имеют диаметр около 25 мм. Чашелистики над завязью соединяются в короткую трубку. Лепестки, собранные в несколько рядов, имеют цвет от фиолетового до белого. Тычинки расположены в +/- 3 ряда и имеют нитевидные стаминодии во внешнем ряду. Нектарник состоит из 5 отдельных зубчатых желез. Рыльца короткие, толстые, острые, обычно их 5 или 6.
Плод представляет собой 5- или 6-гнездную коробочку, похожую на тип Делосперма, но без крыльев створки. Створки поднимаются только до +/- вертикального положения, а в открытом состоянии их края изогнуты. Семена мелкие, мелкобугорчатые.

### Эпидермальное окно
Как и некоторые близкие родственники (например, Фенестрария), а также другие растения такого экотипа, например, некоторые виды родов Хавортия и Бульбина, данные растения имеют эпидермальные окна — полупрозрачные участки на листьях, которые служат адаптацией к трудностям фотосинтеза в засушливых условиях.

## Таксономия
Frithia N.E.Br., первое упоминание в Gard. Chron., ser. 3, 78: 433 (1925).

### Виды
Подтвержденные виды по данным сайта Plants of the World Online на 2023 год:
- Frithia humilis Burgoyne
- Frithia pulchra N.E.Br.

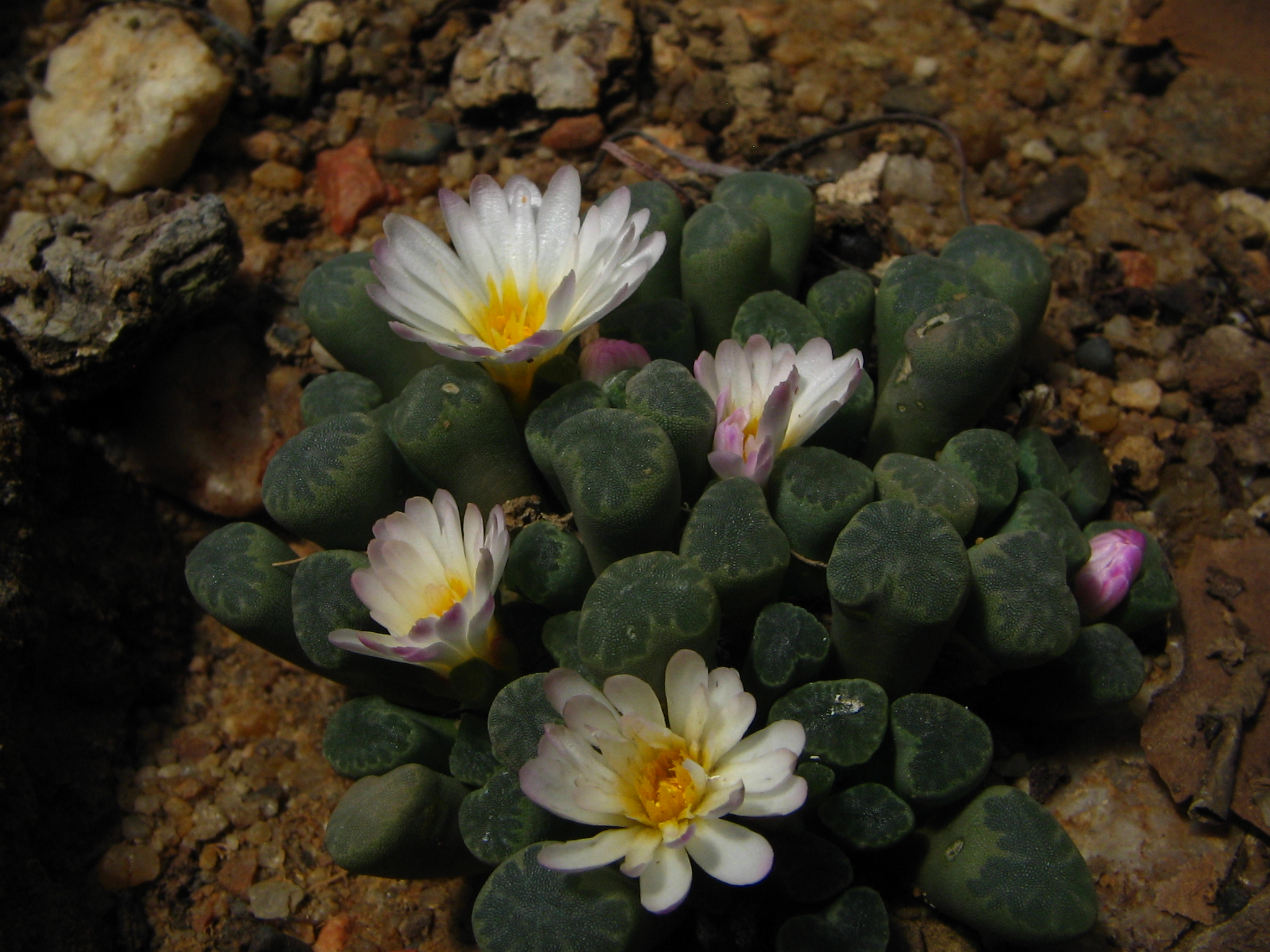
Frithia humilis
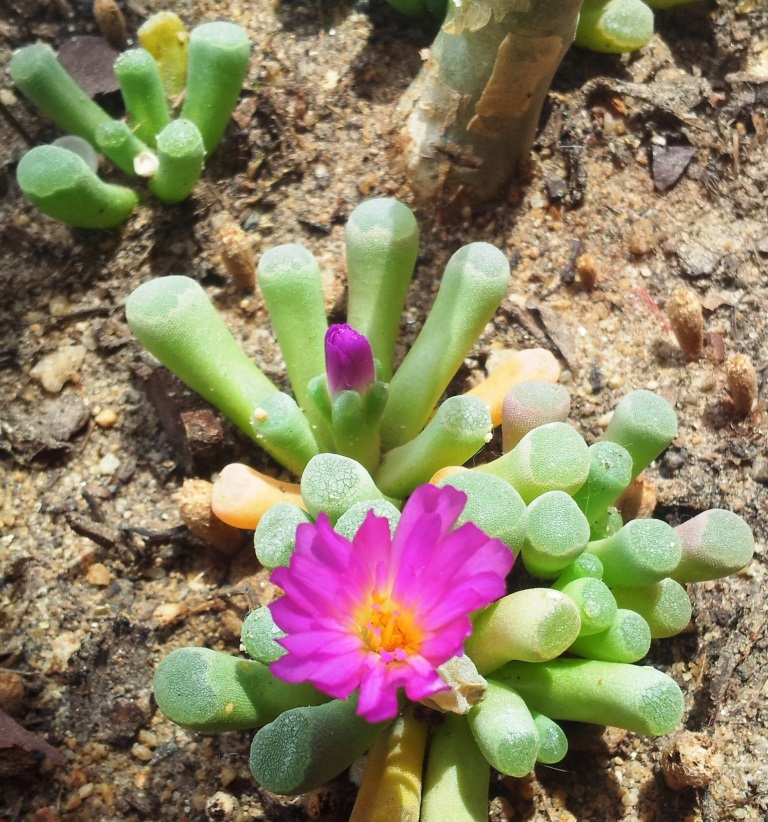
Frithia pulchra

## Примечание
1. 1 2  Frithia N.E.Br. | Plants of the World Online | Kew Science (англ.). Plants of the World Online. Дата обращения: 17 сентября 2022. Архивировано 21 сентября 2022 года.
2. ↑  Frithia | CasaBio. casabio.org. Дата обращения: 20 октября 2022. Архивировано 20 октября 2022 года.
3. 1 2 3  Frithia | GATEWAY TO AFRICAN PLANTS. gateway.myspecies.info. Дата обращения: 20 октября 2022. Архивировано 20 октября 2022 года.
4. ↑  Frithia N.E.Br. | Plants of the World Online | Kew Science (англ.). Plants of the World Online. Дата обращения: 20 октября 2022. Архивировано 21 сентября 2022 года.